# Barbara (1926)
Barbara – drugi statek, który został wyposażony w napęd rotorami Flettnera. Został zwodowany 28 lipca 1926 w stoczni AG Weser Werft w Bremie dla armatora Rob. M. Sloman jr. Reederei w Hamburgu. Na zlecenie Reichsmarine został wyposażony w pomocniczy napęd w postaci trzech rotorów Flettnera. Prędkość podróżna wynosiła przy sile wiatru 4 w skali Beauforta 4 węzły na wiatr, a z wiatrem nawet 9 węzłów.

## Zasada działania
Obracający się rotor Flettnera dzięki wykorzystaniu efektu Magnusa osiąga ciąg większy 10 do 14 razy niż żagiel o podobnej powierzchni.